# Cinte Tesino
Cinte Tesino – miejscowość i gmina we Włoszech, w regionie Trydent-Górna Adyga, w prowincji Trydent.
Według danych na rok 2004 gminę zamieszkiwało 406 osób, 16,2 os./km².